# Suflete dezgolite
Suflete dezgolite  este un film thriller erotic american din 1996, regizat de Lyndon Chubbuck.

## Rezumat
Edward, un om de știință care face cercetări în încercarea de a citi și înregistra gândurile oamenilor, are o relație cu prietena sa, artista Britt. Timpul îndelungat pe care îl dedică cercetării sale îi lasă puțin timp pentru relația cu Britt. În momentul în care Edward este pe punctul de a renunța la cercetările sale, este contactat de misteriosul Everett Longstreet, care îi oferă lui Edward atât un loc unde să își facă cercetările, cât și fonduri nelimitate. Pe măsură ce Edward se apropie de o descoperire în cercetările sale, el devine suspicios cu privire la Everett și la motivele sale ascunse, deoarece își dă seama că se apropie nu numai de deblocarea minții, ci și de secretele vieții veșnice.

## Distribuție
- Brian Krause - Edward
- Pamela Anderson - Britt
- David Warner - Everett Longstreet
- Dean Stockwell - Duncan
- Clayton Rohner - Jerry
- Justina Vail - Amelia
- Michael Papajohn - șoferul